# DAYDREAM PARK
『DAYDREAM PARK』（デイドリーム・パーク）はノーナ・リーヴスの通算10枚目となるスタジオ・アルバムである。

## 概要
前作『3×3』から約1年ぶりのオリジナル・アルバムとして、2007年2月14日に徳間ジャパンコミュニケーションズ内のレーベル・JAPAN RECORDより発売された。初回生産限定盤のみ、2006年12月22日に渋谷クラブクアトロで行われた「ノーナとHiPPY CHRiSTMAS 2006」のライヴ音源を収録したCD2枚組となっている。

## 収録曲
| 全作詞: 西寺郷太。 |                    |           |                                          |      |
| #                  | タイトル           | 作詞      | 作曲                                     | 時間 |
| 1.                 | 「FESTIVAL」       | 西寺郷太  | 西寺郷太・奥田健介・小松シゲル・矢野博康 | 5:07 |
| 2.                 | 「EMOTIONAL」      | 西寺郷太  | 西寺郷太・奥田健介・小松シゲル           | 4:24 |
| 3.                 | 「DAYDREAM PARK」  | 西寺郷太  | 西寺郷太                                 | 6:52 |
| 4.                 | 「GET AWAY」       | 西寺郷太  | 西寺郷太                                 | 3:17 |
| 5.                 | 「THINK ABOUT U」  | 西寺郷太  | 西寺郷太                                 | 5:33 |
| 6.                 | 「REVOLUTION」     | 西寺郷太  | 西寺郷太・奥田健介・矢野博康             | 4:58 |
| 7.                 | 「JULIA」          | 西寺郷太  | 西寺郷太                                 | 3:34 |
| 8.                 | 「DON'T STOP」     | 西寺郷太  | 西寺郷太                                 | 4:29 |
| 9.                 | 「OPEN_YOUR_MIND」 | 西寺郷太  | 西寺郷太                                 | 3:41 |
| 10.                | 「MAGICAL」        | 西寺郷太  | 西寺郷太                                 | 5:20 |
| 合計時間:          | 合計時間:          | 合計時間: | 47:15                                    |      |

| 全作詞: 西寺郷太。 |                     |           |                    |      |
| #                  | タイトル            | 作詞      | 作曲               | 時間 |
| 1.                 | 「HiPPY CHRiSTMAS」 | 西寺郷太  | 西寺郷太・奥田健介 | 4:06 |
| 2.                 | 「SOUL FRIEND」     | 西寺郷太  | 西寺郷太・師岡忍   | 3:51 |
| 3.                 | 「STOP ME」         | 西寺郷太  | 西寺郷太           | 4:27 |
| 4.                 | 「LOVE TOGETHER」   | 西寺郷太  | 西寺郷太           | 5:02 |
| 5.                 | 「RHYTHM NIGHT」    | 西寺郷太  | 西寺郷太・奥田健介 | 5:21 |
| 6.                 | 「NEW SOUL」        | 西寺郷太  | 西寺郷太・奥田健介 | 5:28 |
| 7.                 | 「THE GIRLSICK」    | 西寺郷太  | 西寺郷太           | 9:06 |
| 合計時間:          | 合計時間:           | 合計時間: | 37:21              |      |

## Daydream Park (Handsomeboy Technique Remix)
「Daydream Park (Handsomeboy Technique Remix)」（デイドリーム・パーク -）は、ノーナ・リーヴスの配信シングル。2009年1月7日に徳間ジャパンコミュニケーションズより発売された。
3カ月配信限定シングルの第2弾として配信され、HANDSOMEBOY TECHNIQUEの森野義貴がリミックスを担当。ジャケットは、奥田健介がフィーチャーされたイラストが採用されている。
| 全作詞・作曲: 西寺郷太。 |                                                |          |            |      |
| #                        | タイトル                                       | 作詞     | 作曲・編曲 | 時間 |
| 1.                       | 「Daydream Park」(Handsomeboy Technique Remix) | 西寺郷太 | 西寺郷太   | 6:18 |
| 合計時間:                | 合計時間:                                      | 6:18     |            |      |